# Schuyler Colfax
Schuyler Colfax, Jr. (Nova Iorque, Nova Iorque, 23 de Março de 1823 — Mankato, Minnesota, 13 de Janeiro de 1885) foi o 17º Vice-presidente dos Estados Unidos, servindo na administração do presidente Ulysses S. Grant. Na juventude foi viver em Indiana. Começou a carreira política no Partido Whig.
Membro da convenção constitucional do estado em 1850, falha a tentativa de se fazer eleger para a Câmara dos Representantes. Ligado ao Partido Republicano depois de passar pelos Know Nothing, é eleito em 1855 para a Câmara dos Representantes, cumprindo mandato até 1869. Foi o speaker a partir de 1863. Em 1868 foi eleito como vice-presidente de Ulysses S. Grant.
Envolvido em escândalo financeiro, falha uma nomeação em 1872 para o segundo mandato de Grant.